# Jan Václav Přepyský z Rychemberka
Jan Václav Přepyský z Rychemberka (1697 – 11. září 1765, Ivanovice na Hané), baron a majitel ivanovického panství.
Narodil se roku 1697 jako syn Jana Přepyského z Rychemberka a Terezy Veroniky Přepyské z Rychemberka, rozené z Blindsdorfu. Vystudoval jezuitskou kolej v Olomouci. Hodně cestoval po Evropě, zejména pak po Itálii. Po smrti otce v roce 1723 zdědil ivanovické panství, kterého se ujal a v krátké době jej vyvedl z dluhů. Oženil se 22. listopadu 1736 s Charlotou z Moravce. Jejich svatba ovšem vydržela pouhý jeden den, údajně díky kletbě. Poté se baron uzavřel ve svém zámku a přestal komunikovat se světem. Jan Václav Přepyský zemřel násilnou smrtí 11. září 1765 mezi 1. a 2. hodinou v noci. Doboví kriminalisté tuto brutální loupežnou vraždu nikdy nevyřešili.